# Сцинковый геккон Бедряги
Сцинковый геккон Бедряги (лат. Teratoscincus bedriagai) — вид ящериц рода сцинковые гекконы. Обитает в Центральной и Западной Азии.

## Этимология
Видовое название bedriagai дано в честь русского герпетолога Бедряги Якова Владимировича.

## Распространение
Обитает в северных и восточных пустынных районах центрального нагорья Ирана, Систана и пустынных регионов южного Афганистана на восток до Кандагара.

## Место обитания
Предпочитают пустыни и кустарники на высоте 100—1400 м.

## Размножение
Яйцекладущий вид.